# ピンク♥♥イノセント
『ピンク💕イノセント』は、桃雪琴梨による日本の少女漫画作品。「なかよし」（講談社）2006年10月号（9月発売）から2007年7月号（6月発売）まで連載された。
題名の♥♥(ハート二つ)部分は、正式にはハートを二つ重ねた図になっている。

## あらすじ
桜ノ宮心菜は16歳にして初めて彼氏ができたが、その彼氏である如月蓮司にはちっとも彼女らしく接してもらえない。蓮司とカップルらしくなりたい心菜。ゆえにありとあらゆる手を使って認めてもらおうとするが、かえって蓮司や彼女の周りの人に大迷惑をかけてしまう。それでも心菜はくじけないのであった。

## 登場人物
桜ノ宮心菜（さくらのみや ここな）
この物語の主人公。高校1年生。身長152cm、体重38kgの、小柄な体型。4月16日生まれのB型。愛称は「ココナ」。蓮司のことが好き。恋愛妄想が好きだが、被害妄想は嫌いである。お嬢様。特技はスカイダイビングで、ヘリコプターなどから平気で飛び降りる。
如月蓮司（きさらぎ　れんじ）
愛称は「レンジ」。一応心菜の彼氏で、パソコンで、株を買っているが、何度も心菜にパソコンを壊されてしまう。クールな性格。
英（はなぶさ）
心菜の執事。
花邑エアリ（はなむら-）
心菜の親友。ある雑誌の読者モデルをやっていて、スタイルが良い。何かとつけて頼りになる。
太井（ふとい）
心菜が好き。名字通り太っている。
如月理一（きさらぎ　りいち）
蓮司の兄。美術大学1年生でゲーム作家志望のおたく。